# ARC Caldas (FM-52)
Pour les articles homonymes, voir ARC Caldas.
L'ARC Caldas (pennant number : FM-52) est le troisième navire portant ce nom depuis 1932 dans la marine nationale colombienne. Acquise en 1984, il s’agit de la deuxième frégate de classe Almirante Padilla / type FS-1500 construite au chantier naval Howaldtswerke-Deutsche Werft de Kiel, en Allemagne, une série de quatre frégates lance-missiles acquises dans le cadre du plan Neptune, qui ont rejoint la flotte en janvier 1984 et qui, depuis lors, sillonnent les eaux territoriales colombiennes, contribuant à sauver des vies en mer, à combattre les trafics illicites et à contribuer à la préservation des ressources naturelles de la nation.

## Modernisation
En 2010, la frégate a été remotorisée à la base navale ARC Bolivar, les travaux ont été réalisés par COTECMAR. De nouveaux systèmes ont été installés pour remplacer les systèmes obsolètes, notamment :
- Le radar SMART-S Mk2 remplace le radar Sea Tiger TSR-3004.
- Le système de combat TACTICOS remplace le système de combat VEGA II.
- Le directeur de tir STING-EO Mk2 remplace le directeur de tir CASTOR 2B.
- Le directeur de tir MIRADOR remplace le directeur de tir CANOPUS.
- Le système ESM VIGILE remplace le système ESM DR3000.
- Le lanceur de paillettes et de leurres SKSW DL-12T remplace le lanceur CSEE DAGAIE Mk2.
- Les moteurs MTU M-93 Series 4000 remplacent les moteurs MTU 1163TB92.
- Les systèmes de communication sont modernisés avec l’intégration de DataLink, Inmarsat, GMDSS[2]

## Crise de la frégate Caldas
La crise de la frégate Caldas est une crise diplomatique entre les républiques du Venezuela et de la Colombie, en raison de l’entrée le 9 août 1987 de la frégate de la marine colombienne dans les eaux du golfe du Venezuela, où il n’y a pas de délimitation acceptée par les deux pays. En reconnaissance pour l’héroïsme et la fermeté dont a fait preuve le navire lors de la crise dans le golfe de Coquivacoa, l’unité a reçu en cadeau l’épée du général Manuel Jaime Guerrero Paz, commandant des forces militaires de Colombie. Cet épisode de l’histoire navale colombienne a donné lieu au livre La Corvette solitaire, écrit par Jorge Bendeck Olivella.
L’ARC Caldas a pris part, le 17 juillet 2022, dans la mer des Caraïbes, au tout premier exercice organisé entre les marines japonaise et colombienne. Cet entraînement visait à promouvoir la compréhension mutuelle entre les deux pays et à renforcer les capacités de la Force maritime d'autodéfense japonaise. Parmi les navires qui ont à l’exercice figuraient le navire-école japonais JDS Kashima, le destroyer JDS Shimakaze de classe Hatakaze et la frégate colombienne Antioquia, également de classe Almirante Padilla.